# The Academy: The First Riddle
The Academy: The First Riddle là một tựa game thuộc thể loại phiêu lưu giải đố do hãng Pine Studios phát triển và Snapbreak Games phát hành vào ngày 19 tháng 6 năm 2020 dành cho các hệ máy Microsoft Windows, macOS, iOS và Android.

## Nhận định
Game nhận được nhiều đánh giá trái chiều, phiên bản PC chỉ đạt được 59 điểm trên trang web tổng hợp kết quả đánh giá Metacritic từ tất cả 9 bài bình luận về trò chơi này. Peter Mattsson của trang phê bình game Adventure Gamers chấm cho trò chơi này 3/5 sao, biểu dương cơ chế giải đố đầy khó chịu và bị giới hạn nhưng lại khen ngợi phần hình ảnh và thời lượng trong game. Pocket Gamer còn đưa ra nhận định tương tự, ca ngợi bối cảnh bí ẩn và sôi động trong game, nhưng vẫn chỉ trích phần điều khiển và mảng giải đố, cũng chấm cho game 3/5 sao. Shacknews chấm cho game 6/10 điểm, phê bình về phần nhân vật và những mẫu đối thoại đều không mấy thú vị.